# Första segern
Första segern (engelska: In Harm's Way) är en amerikansk krigsfilm från 1965 i regi av Otto Preminger.
Filmen bygger på James Bassetts roman Harm's Way.

## Handling
"Rock" Torrey blir degraderad till ett skrivbordsjobb efter sin insats vid attacken mot Pearl Harbor. Han får dock en andra chans att bevisa sig i striderna mot kejserliga japanska flottan.

## Rollista i urval
- John Wayne - kommendör Rockwell "Rock" Torrey
- Kirk Douglas - kommendörkapten Paul Eddington
- Patricia Neal - kapten Maggie Haynes
- Tom Tryon - kapten William "Mac" McConnel
- Paula Prentiss - Bev McConnel
- Brandon deWilde - fänrik Jeremiah Torrey
- Jill Haworth - fänrik Annalee Dorne
- Dana Andrews - amiral Broderick
- Stanley Holloway - Clayton Canfil
- Burgess Meredith - kommendör Egan Powell
- Franchot Tone - kommendör över Stillahavsflottan
- Patrick O'Neal - kommendör Neal Owynn
- Carroll O'Connor - kommendörlöjtnant Burke
- Slim Pickens - sergeant Culpepper
- George Kennedy - överste Gregory
- Bruce Cabot - understyrman Quoddy
- Barbara Bouchet - Liz Eddington
- Larry Hagman - kapten Cline
- Henry Fonda - kommendör över Stillahavsflottan